# Capilla de la Concepción Tlaxcoaque
La capilla de la Santísima Concepción, llamada popularmente la Concepción Tlaxcoaque es un pequeño templo católico barroco del siglo XVII de la Ciudad de México, en la Plaza Tlaxcoaque, que se considera el límite sur del centro histórico de la ciudad.
Originalmente fue una parroquia consagrada a la Sangre de Cristo, y se ubicaba en el barrio de Tlaxcoaque —hoy inexistente—, entonces una populosa zona habitada por indígenas. A finales del siglo XVII fue dedicada a la Inmaculada Concepción, al recibir como donativo una imagen de esa advocación.
Es un templo de planta de cruz latina con una sola nave y cúpula en el crucero. Su fachada principal mira hacia el norte y posee una sola torre con campanario en el lado oriental, cuya cúpula estuvo recubierta por azulejos. Por los costados este y oeste, la iglesia está reforzada por contrafuertes. Fue construida con piedra volcánica y en su erección participaron artistas indígenas.
En la década de 1930 gran parte de la zona fue demolida para abrir nuevas y amplias vialidades, entre ellas la Calzada de Tlalpan y la Avenida 20 de Noviembre. La iglesia se salvó de la demolición y quedó aislada en una plaza, rodeada de avenidas de intenso tráfico y de edificios de mayor elevación.
En 1932 fue declarada monumento nacional pero a pesar de ello, su aspecto y su entorno se deterioraron. En 2009, de cara a la celebración del bicentenario de la Independencia de México y del centenario de la Revolución, el Gobierno del Distrito Federal celebró un acuerdo con la embajada de Azerbaiyán para restaurar la capilla y remodelar la plaza, el proyecto contaría con apoyo económico del gobierno de Azerbayan, y la remodelación fue dirigida por los arquitectos italianos Antonio Sposito y Elena Bruschi y fue llevada a cabo en 2012.

## Galería

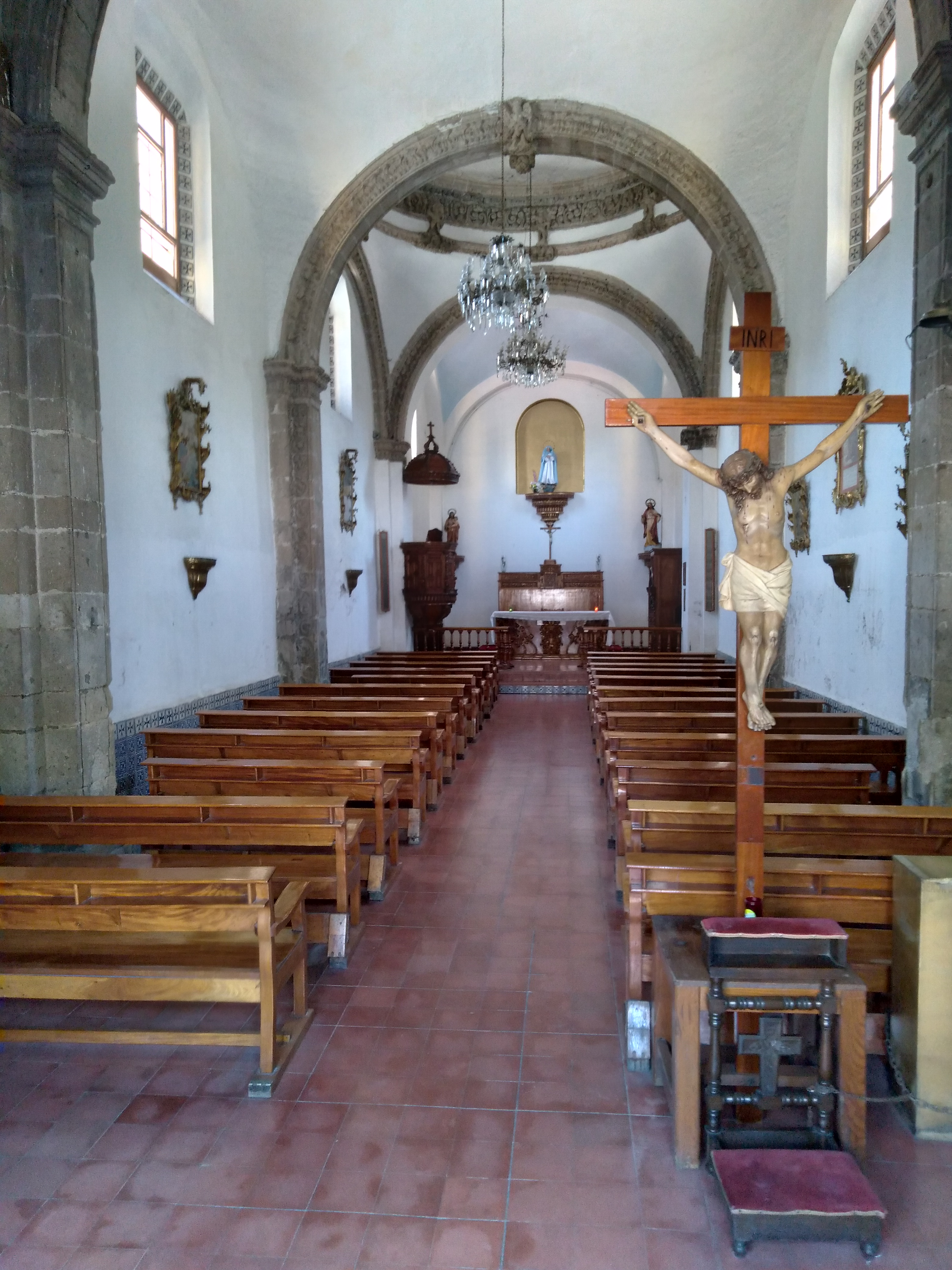
Interior de la capilla
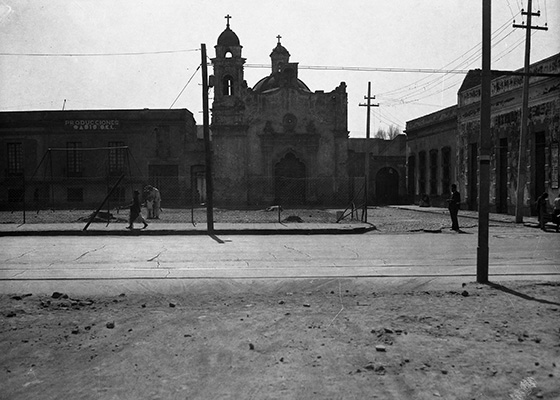
La capilla en 1937
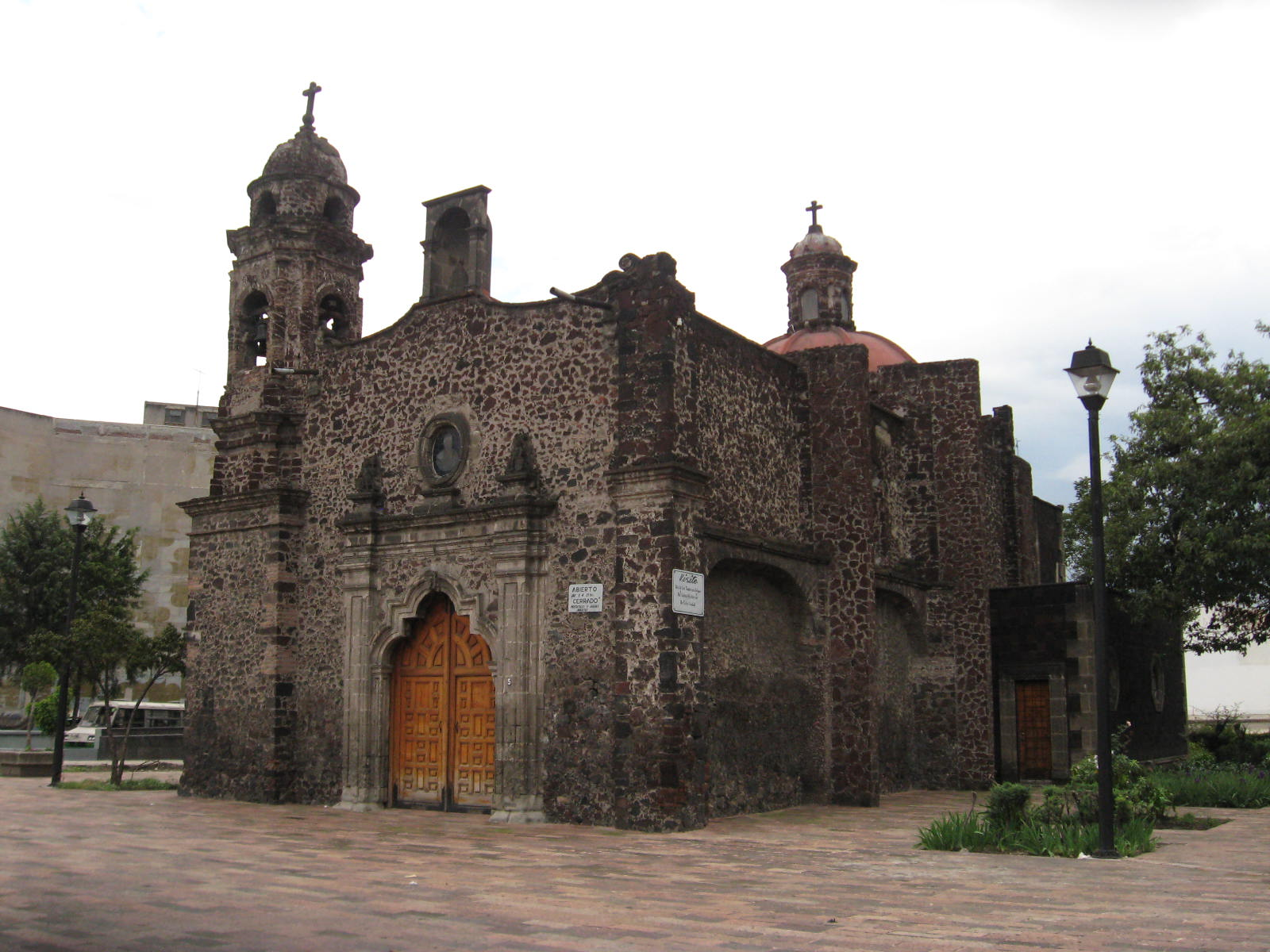
La capilla en 2008